# Storia del Senegal
In diverse località del Senegal sono state rinvenute testimonianze di comunità organizzate che vissero qui all'inizio del primo millennio (per esempio, l'antico tumulo funerario di conchiglie diorom bumag vicino a Toubakouta), e quest'area entrò a far parte dei grandi imperi del Ghana (che prosperò tra l'VIII e l'XI secolo), del Mali (tra il XIII e il XV secolo) e di Songhaï (XVI secolo). In questo periodo furono fondati anche alcuni imperi o regni più piccoli. Sulle sponde del Fiume Senegal i tukulor fondarono l'impero Tekrur nel IX e X secolo, e quando il potere del Mali iniziò a indebolirsi, i wolof assoggettarono diverse zone all'impero Jolof nella regione centrale dell'odierno Senegal.

## L'arrivo degli europei

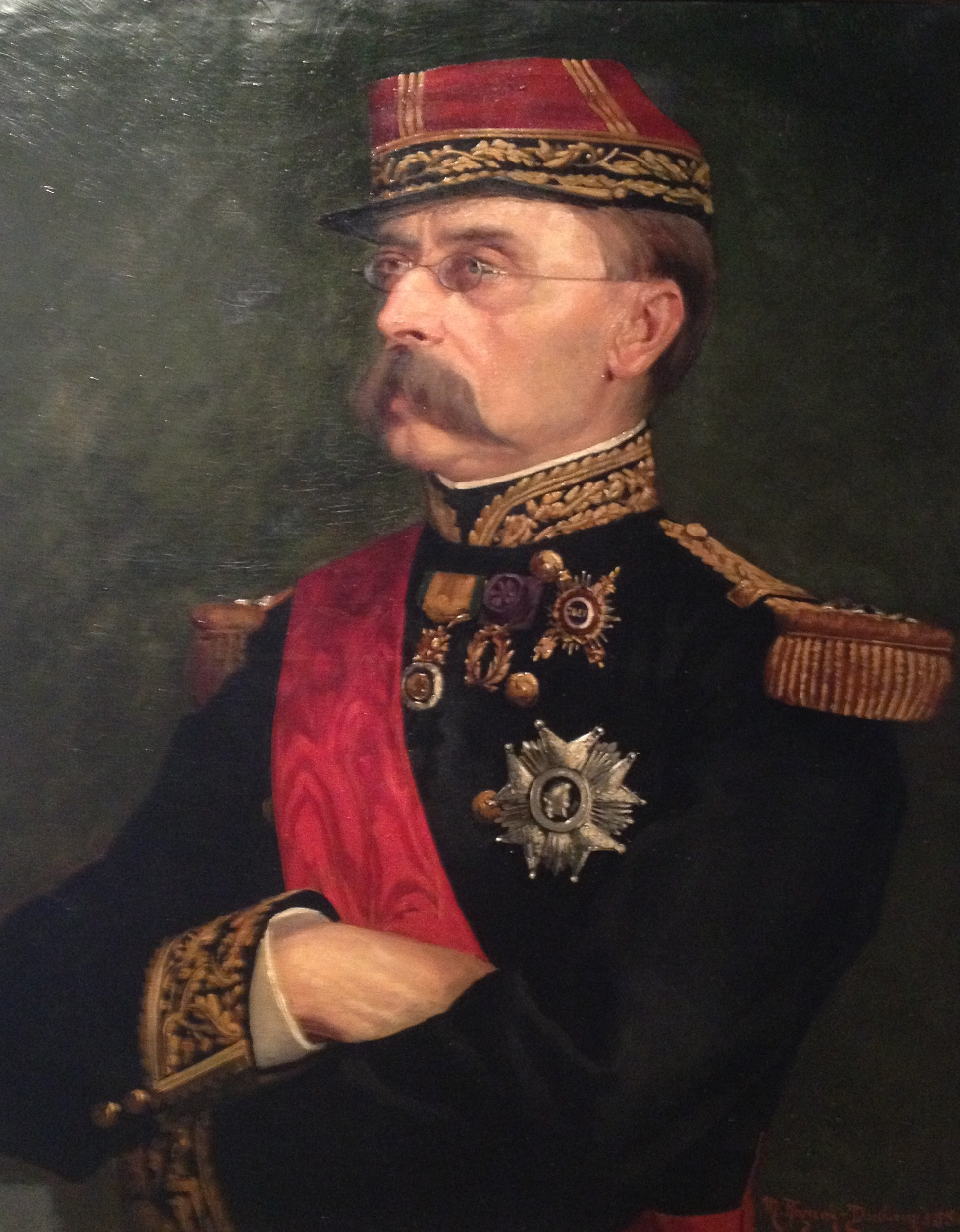
Il generale Faidherbe, olio su tela, 1884.

Il primo contatto diretto dell'Europa medievale con l'Africa occidentale si ebbe nel 1443, quando gli esploratori portoghesi raggiunsero la foce del Fiume Senegal. L'anno successivo sbarcarono a Cap Vert, nei pressi dell'attuale Dakar, e in seguito si insediarono sull'Île de Gorée, una base importantissima per le navi che commerciavano lungo la costa.
Già nel XVI secolo altre potenze europee erano diventate sempre più attive in Africa occidentale. Nei due secoli successivi gli inglesi e gli olandesi contesero ai francesi il dominio sulle isole di Gorée e Saint-Louis, per il controllo del redditizio commercio dell'oro, dell'avorio e, soprattutto, degli schiavi. Nel 1659 i francesi istituirono una stazione commerciale a Saint-Louis alla foce del Fiume Senegal, e nel 1677 riuscirono finalmente ad assicurarsi Gorée.
Nel corso del XVIII secolo Saint-Louis si sviluppò e acquistò importanza, ma con la messa al bando della schiavitù nel 1815 i francesi furono costretti a cercare nuove fonti di ricchezza. Nel 1845 fu nominato governatore Louis Faidherbe, il quale costrinse le popolazioni locali che vivevano vicino al Fiume Senegal a dedicarsi alla coltivazione delle arachidi. Nei decenni successivi le forze militari francesi si mossero verso l'interno e il Senegal divenne così la porta d'accesso all'esteso territorio dell'Afrique Occidentale Française (Africa Occidentale Francese).
Nel frattempo, il marabout (autorità religiosa musulmana) El Hajj Omar Tall, che proveniva dalla regione Fouta Toro nel Senegal settentrionale, aveva fondato un vasto impero intorno alla città di Segou (nell'attuale Mali). I suoi soldati si erano spinti verso ovest in territorio senegalese, dove si scontrarono con le forze francesi. Una serie di forti lungo il Fiume Senegal (tra i quali Bakel, Matam e Podor) e moschee «omariane» in stile sudanese testimoniano ancora il confronto di culture e interessi che si verificò in quel periodo. Faidherbe fondò anche un insediamento di fronte all'Île de Gorée: la futura Dakar.
Le truppe di El Hajj Omar Tall furono sconfitte dai francesi nel 1864, ma lo zelo missionario del marabout ispirò i suoi seguaci, inducendoli a continuare le cosiddette «guerre dei marabout» per altri trent'anni. I soldati del re wolof Lat Dior, per esempio, ostacolarono più volte i tentativi dei francesi di costruire una ferrovia fra Dakar e Saint-Louis. Un'altra spina nel fianco dei francesi fu un marabout chiamato Cheikh Amadou Bamba, la cui confraternita islamica dei Mouride istituita nel 1857 divenne un influente punto di riferimento popolare per il sentimento anticolonialista.

## Il periodo coloniale

Prima bandiera del Senegal (1958-1959).

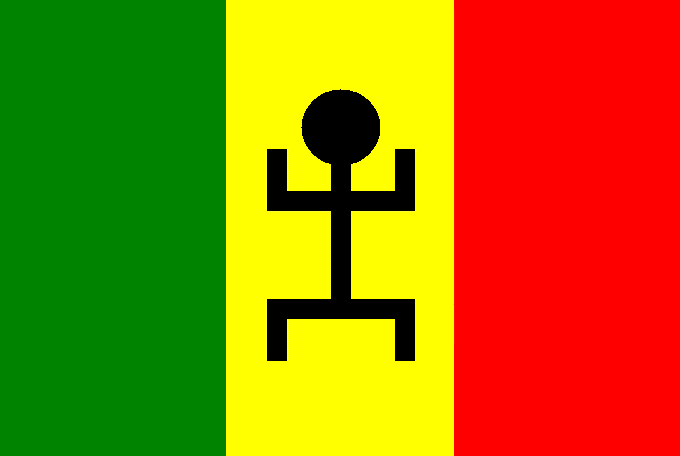
Bandiera della Federazione del Mali (1959-1960).

Alla Conferenza di Berlino del 1884-85, in seguito a quello che venne definito «l'assalto all'Africa», il continente venne diviso tra le grandi potenze europee. Mentre la Gran Bretagna, la Germania e il Portogallo si assicurarono buona parte dell'Africa orientale e meridionale, alla Francia venne assegnata quasi tutta l'Africa occidentale: al termine del XIX secolo, l'Africa Occidentale Francese si estendeva dall'Atlantico all'attuale Niger. Nel 1887 a un numero limitato di africani che vivevano nei quattro principali insediamenti francesi in Senegal (Dakar, Gorée, Saint-Louis e Rufisque) fu concessa la cittadinanza francese. Saint-Louis fu la capitale della regione, finché l'amministrazione non venne trasferita a Dakar nel 1902.
Agli inizi del XX secolo la situazione iniziò a cambiare. Nel 1914 il Senegal elesse il primo delegato africano nero, Blaise Diagne, all'Assemblea nazionale francese a Parigi, e dopo la seconda guerra mondiale un numero sempre maggiore di senegalesi si recò in Francia a studiare. Tra questi ricordiamo Léopold Sédar Senghor, il primo insegnante africano nelle scuole secondarie francesi, che iniziò a scrivere poesie e fondò Présence Africaine, una rivista che promuoveva i valori della cultura africana.
Senghor era anche un sagace politico e riuscì a conquistare un forte consenso personale che lo avrebbe poi portato a essere eletto rappresentante del Senegal all'Assemblea nazionale francese. Nel frattempo, l'influenza politica dei marabout era cresciuta in maniera esponenziale, e nel corso degli anni '50 del XX secolo Senghor stipulò con questi capi religiosi accordi segreti, concedendo loro un certo grado di autonomia e il controllo delle coltivazioni di arachidi in cambio del loro appoggio pubblico.

## L'indipendenza

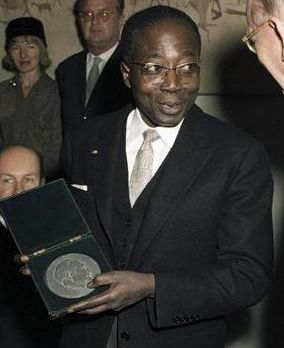
Léopold Sédar Senghor, presidente del Senegal dal 1960 al 1980.

Nel tardo decennio 1950-60 Senghor riuscì a ottenere l'appoggio del Sudan francese (l'attuale Mali), dell'Alto Volta (oggi Burkina Faso) e del Dahomey (l'odierno Benin) per formare un'unica unione, la Federazione del Mali, ma il suo programma fallì quando Alto Volta e Dahomey si ritirarono in seguito alle pressioni della Francia e della Costa d'Avorio. Il 20 giugno 1960 il Senegal e il Mali divennero indipendenti, pur restando nella federazione francese, e Senghor divenne il primo presidente. Tuttavia, due mesi dopo, l'unione Senegal-Mali si sciolse e l'Africa Occidentale Francese fu suddivisa in nove repubbliche.
Senghor fu un presidente con un largo seguito popolare, ma i primi anni dell'indipendenza non furono facili. Nel 1968 insorsero gli studenti universitari dell'Università di Dakar, cui risposero i militari inviati a sedare i tumulti, ma la situazione si risolse soltanto quando agli studenti furono promesse le riforme. Gli anni '70 del XX secolo furono più tranquilli: Senghor deteneva ormai saldamente il potere. Nel 1980, dopo vent'anni alla carica di presidente, Senghor fece ciò che mai nessun altro capo di stato africano aveva fatto prima di lui: diede volontariamente le dimissioni, lasciando il posto al suo delfino Abdou Diouf.
Una delle prime mosse importanti di Diouf in qualità di presidente fu di aiutare il capo di stato della Gambia Dawda Jawara a riconquistare il potere, inviando i militari senegalesi, dopo che era stato deposto con un colpo di Stato. La cooperazione fra i due paesi venne formalizzata qualche mese dopo nello stesso anno con la creazione della Confederazione del Senegambia.

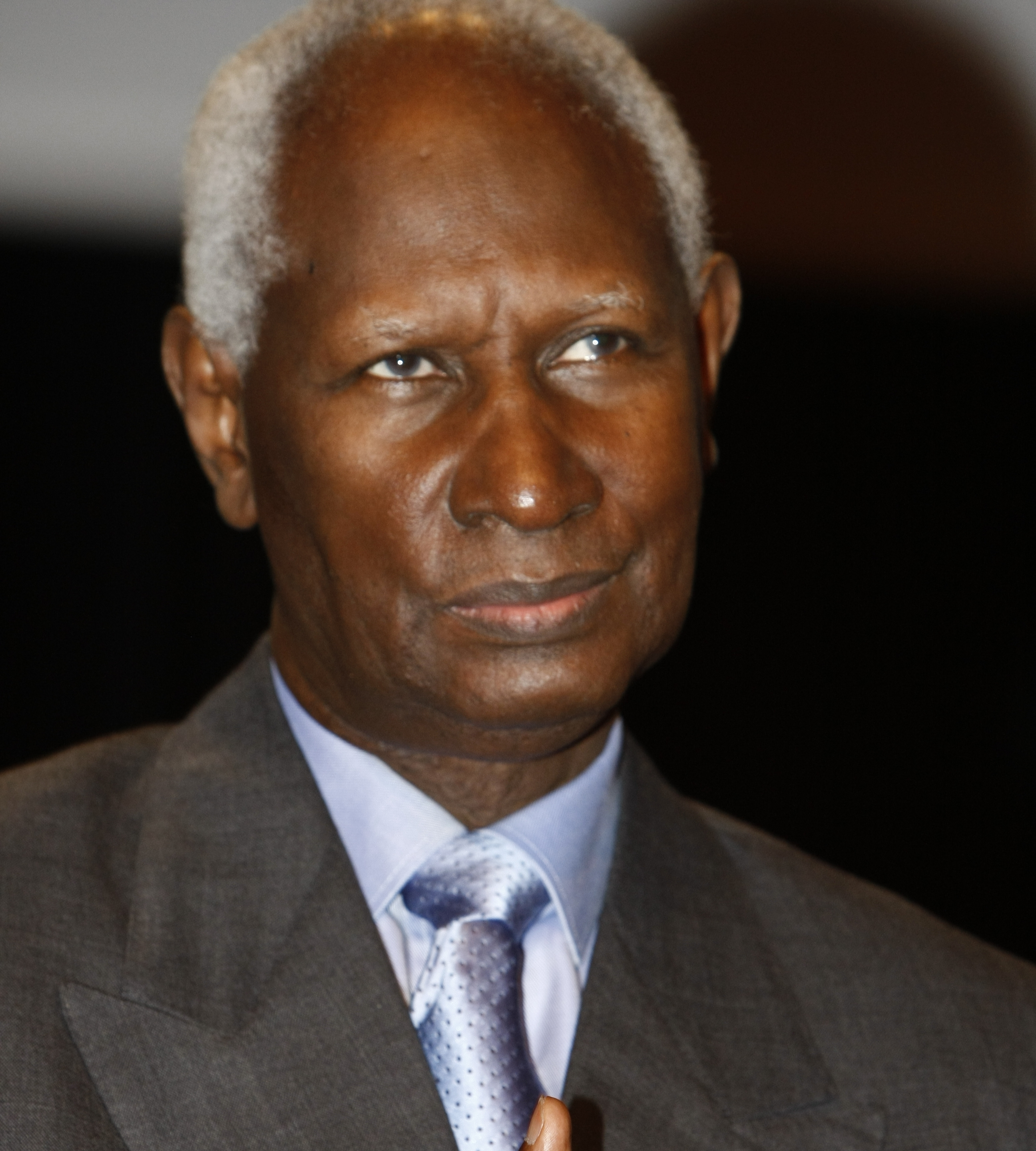
Abdou Diouf, presidente del Senegal dal 1981 al 2000.

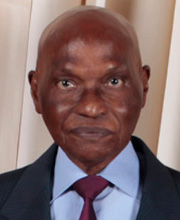
Abdoulaye Wade, presidente del Senegal dal 2000 al 2012.

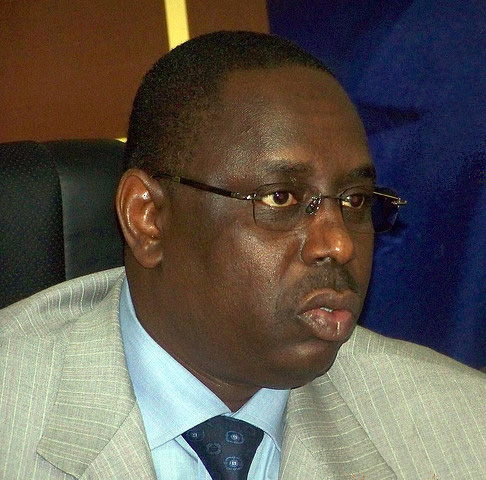
Macky Sall, presidente del Senegal dal 2012 al 2024

Alle elezioni del 1983 e del 1988 il Parti Socialiste (PS) di Diouf sconfisse la debole opposizione, capeggiata da Abdoulaye Wade, ma è convinzione diffusa che vi furono brogli elettorali. Durante le elezioni del 1988 Wade fu arrestato con l'accusa di voler sovvertire il governo e, condannato a un anno con la condizionale, partì per la Francia. Nel frattempo, anche la Confederazione del Senegambia stava attraversando un periodo poco felice e nel 1989 venne sciolta definitivamente. Mentre affrontava il problema della scissione e la richiesta di nuove riforme politiche, Diouf si trovò a dover fronteggiare altri due grossi problemi: il conflitto con la Mauritania e il movimento separatista nella regione meridionale della Casamance.
Rientrato in patria dall'esilio, Wade si ricandidò alle elezioni presidenziali del 1993. Vinse ancora una volta Diouf, ma sia Wade sia il suo Parti Démocratique Sénégalais (PDS) ottennero una percentuale significativa di voti.

## La campagna delsopipromossa da Wade
Le elezioni parlamentari del 1998 furono vinte ancora una volta da Diouf, ma il potere in continua crescita dell'opposizione era ormai un dato innegabile.
Quando ebbero inizio le votazioni per le elezioni successive nel 2000, la campagna del sopi (che in lingua wolof significa «cambiamento») promossa da Wade aveva ormai catturato l'immaginario pubblico della nazione. Wade venne eletto e il potere fu trasferito pacificamente. Il popolo del Senegal fu giustamente orgoglioso di questa affermazione della forza della democrazia del paese, e nel gennaio 2001 il 90% degli elettori votò a favore di una nuova Costituzione che consentisse la formazione di partiti d'opposizione e accrescesse l'importanza del primo ministro. Il vero cambiamento, tuttavia, si è poi rivelato lento in maniera scoraggiante.

## Il Senegal oggi
Nel 2002 il paese fu scosso dalla terribile tragedia del traghetto Le Joola, che collegava Dakar e il capoluogo della Casamance, Ziguinchor, che si capovolse per il peso eccessivo, causando la morte di quasi 2000 persone. Si ritiene inoltre che il successivo scioglimento dell'intero governo di Wade sia connesso alla pessima gestione della catastrofe.
Sempre nella Casamance covava la ribellione del movimento separatista, nonostante un accordo di pace del 2001. Un altro accordo, firmato fra il MFDC e il governo di Wade nel 2004, ottenne qualche risultato, e la situazione nel Senegal meridionale finalmente iniziò a calmarsi, con qualche occasionale fermento presente ancora oggi.
Tuttavia, la controversa decisione del presidente di arrestare l'ex primo ministro Idrissa Seck con l'accusa di aver insidiato la sicurezza dello Stato, e di appropriazione indebita di fondi al tempo in cui ricopriva la carica di sindaco del comune di Thiès, ha scatenato scontri tra i sostenitori di Seck e la polizia, ed è stata all'origine di una serie di accesi dibattiti politici nel paese. Nel febbraio 2006 Seck è stato rilasciato e prosciolto da tutte le accuse, probabilmente allo scopo di riunire il Parti Démocratique Sénégalais in tempo prima delle elezioni presidenziali e parlamentari del febbraio 2007, che videro la riconferma di Wade; quattro mesi dopo l'alleanza che lo appoggiava ottenne una netta vittoria alle elezioni parlamentari, boicottate dalle forze di opposizione. Rafforzato anche sul piano internazionale, Wade nel 2010 ha potuto annunciare l'acquisizione della sovranità sull'intero territorio senegalese, con la presa di possesso delle basi militari rimaste alla Francia dopo la fine del regime coloniale. Nel 2012 una delibera del consiglio costituzionale, chiamato a decidere sull'ammissibilità dei candidati alle presidenziali in programma nel mese di febbraio, ha consentito a Wade di concorrere per il terzo mandato, nonostante una riforma costituzionale limiti i mandati a due. Al secondo turno delle consultazioni, tenutosi nel marzo 2012, Wade è comunque risultato sconfitto al ballottaggio dall'ex premier e suo braccio destro Macky Sall, il quale alle elezioni amministrative tenutesi nel giugno 2014 ha visto l'Alleanza per la democrazia, partito di cui è stato fondatore nel 2008, affermarsi in oltre 400 comunità, contro le 29 controllate nel 2009; il risultato è stato confermato dalle elezioni legislative tenutesi nel luglio 2017, alle quali la coalizione del presidente Sall ha ottenuto la maggioranza dei voti.
Nel marzo 2016 è stata approvata dal 63% degli elettori la riforma costituzionale voluta da Sall che prevede la riduzione del mandato presidenziale da sette a cinque anni.